# August Wilhelm Hohenzollern
August Wilhelm Hohenzollern (niem. August Wilhelm Prinz von Preußen, ur. 9 sierpnia 1722 w Berlinie, zm. 12 czerwca 1758 w Oranienburgu) – pruski książę i oficer, młodszy brat króla Fryderyka II Wielkiego.

## Życiorys

### Pochodzenie i dzieciństwo
August Wilhelm był drugim synem wśród czternaściorga dzieci Fryderyka Wilhelma I i Zofii Doroty Hanowerskiej, z których czworo zmarło w wieku dziecięcym. Był poniekąd przeciwieństwem swego starszego brata – Fryderyka: wysoki, przystojny, męski, zawadiaka, sympatyczny i kobieciarz. U szczytu konfliktu brata Fryderyka z ojcem, ojciec poważnie rozważał nad przekazaniem korony swemu ulubieńcowi omijając krnąbrnego Fryderyka, aczkolwiek do tego nie doszło.

### Kariera wojskowa
Nie będąc następcą tronu, August Wilhelm został przeznaczony do kariery wojskowej. Gdy miał osiem lat, ojciec podarował mu regiment kirasjerów, a w wieku jedenastu lat został porucznikiem, co podkreśla jego dobry stosunek z ojcem. Po śmierci ojca brat awansował go do rangi generał-majora kawalerii w 1741 roku, później został generałem infanterii. Zdobył uznanie Fryderyka II biorąc udział w pierwszej (1740–1742) i drugiej (1744–1745) wojnie śląskiej.
August Wilhelm krytykował zbliżenie Fryderyka II z Anglią i opowiadał się stanowczo przeciw uderzeniu prewencyjnemu przeciwko Austrii. Trzeciej wojnie śląskiej nie udało mu się zapobiec, wybuchła ona w 1756 roku. Świeżo awansowany August Wilhelm wziął w niej udział, jednakże latem 1757 roku – po niefortunnej bitwie pod Kolinem, kiedy to stracił cztery bataliony, Fryderyk zdymisjonował go ze wszystkich stanowisk.

### Kariera dynastyczna
Jako młodszy syn królewski nie był pretendentem do tronu, choć był ulubieńcem ojca.
W 1732 na mocy traktatu trzech czarnych orłów miał zostać księciem Kurlandii i Semigalii na wypadek wygaśnięcia rodu Kettlerów.
Król Fryderyk II, jego starszy brat, trzymał go z dala od polityki, a nawet nie chciał przydzielić mu bardziej odpowiedzialnych funkcji w wojsku. Zmusił go za to do poślubienia siostry swej żony, by August Wilhelm spłodził potomstwo równoważne w prawach i randze temu, do których sam się nie kwapił. August Wilhelm nie chciał pogodzić się z rolą genetycznego surogata, aczkolwiek się ugiął: poślubił podsuniętą kandydatkę w 1742 roku, ale miał również liczne romanse, czego wcale nie ukrywał. Chęć rozwiązania swego małżeństwa i poślubienia młodziutkiej wówczas dwórki Sophie Marie von Pannwitz w 1746 roku odbijała się negatywnie na jego stosunkach z dworem królewskim.
W 1744 roku, gdy stało się jasne, iż Fryderyk II własnego następcy mieć nie będzie, August Wilhelm został mianowany przez brata oficjalnym następcą tronu i otrzymał tytuł „Prinz von Preussen” (książę Prus). Jednakże starszy brat go przeżył, tak więc po bezdzietnej śmierci Fryderyka II królem Prus został pierworodny syn Augusta Wilhelma – Fryderyk Wilhelm.

### Ostatnie lata
Urażony zdymisjonowaniem latem 1757 roku August Wilhelm wycofał się do swej rezydencji w Oranienburgu, gdzie ciężko zachorował i umarł rok później, w wieku zaledwie 36 lat.

## Potomstwo
Ze związku z Luizą Amelią z Brunszwiku-Wolfenbüttel, którą poślubił 6 stycznia 1742 mimo braku uczuć, miał czwórkę dzieci:
- Fryderyk Wilhelm II Pruski (1744–1797), późniejszy król Prus
- Henryk Hohenzollern (1747–1767)
- Wilhelmina Pruska (1751–1820), żona Wilhelma V Orańskiego
- Jerzy Karol Emil (1758–1759)[potrzebny przypis]